# Larroque-Toirac
Larroque-Toirac är en kommun i departementet Lot i regionen Occitanien i södra Frankrike. Kommunen ligger i kantonen Cajarc som tillhör arrondissementet Figeac. År 2022 hade Larroque-Toirac 132 invånare.

## Befolkningsutveckling
Antalet invånare i kommunen Larroque-Toirac
| Referens: INSEE |